# Tavetaweber
Der Tavetaweber (Ploceus castaneiceps, Syn.: Hyphantornis castaneiceps) auch Genickbandweber zählt innerhalb der Familie der Webervögel (Ploceidae) zur Gattung der Ammerweber (Ploceus).
Der lateinische Artzusatz kommt von altgriechisch καστανον kastanon, deutsch ‚kastanienfarben‘ und lateinisch ceps ‚Kopf, Kappe‘.
Der Vogel kommt in Ostafrika vor, er ist endemisch im Grenzgebiet zwischen Kenia und Tansania.
Das Verbreitungsgebiet umfasst feuchte bis sumpfige Savanne als Brutgebiet, trockenere Lebensräume außerhalb der Brutzeit, jeweils von 250 bis 1500 m. Höhe.

## Merkmale
Die Art ist 14 cm groß und wiegt zwischen 18 und 24 g. Das Männchen hat auf Stirn und dem größten Teil des Scheitels Orange-gelb, einen orange-kastanienbraun Kragen vom hinteren Teil des Scheitels zu einem gleichfarbigen Brustband reichend, das mitunter eher als gleichfarbiger Brustfleck imponiert. Das Gesicht wirkt gelb. Die Iris ist dunkelbraun, der Schnabel schwarz. Die Unterseite einschließlich Steiß ist gelb bis hellgrau, die Flügeldecken grau mit gelben Streifen und Flügelspitzen. Das Weibchen hat eine grünliche Oberseite mit kräftigen Streifen, einen deutlichen gelben Überaugenstreif, die Unterseite ist hellgelb, der Schnabel ist dunkelgrau auf der Oberseite, auf der Unterseite hellgrau. Jungvögel ähneln dem Weibchen, sind aber olivbrauner auf der Oberseite.
Die Art ist monotypisch.

## Stimme
Der Gesang des Männchens wird als tiefes Zwitschern, „cree-er-curee-twee-twee“, als einfacher, rauer Gesang, tonloses und harsches „chip chip“ beschrieben.

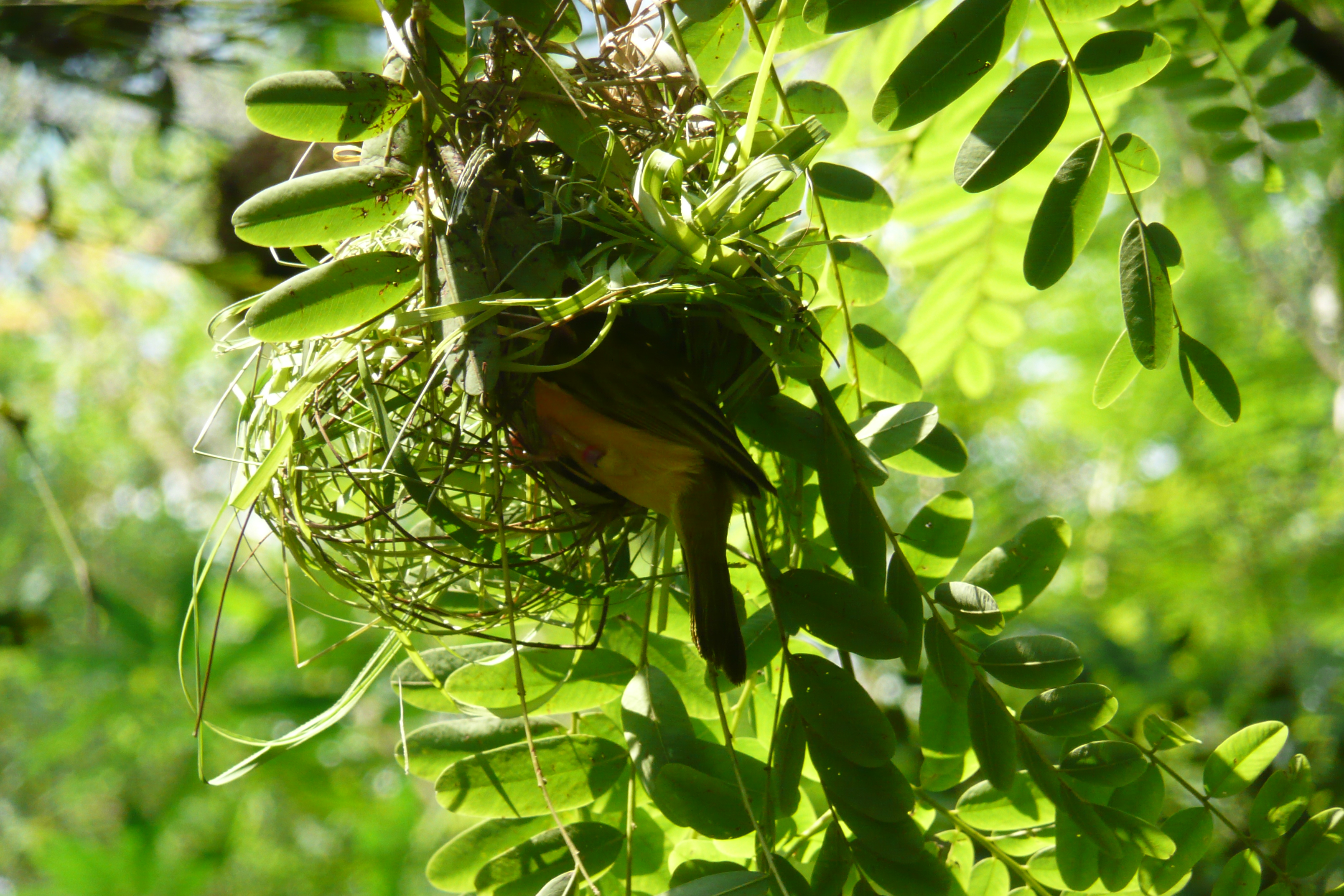
Männchen beim Nestbau

## Lebensweise
Die Nahrung besteht hauptsächlich aus Samen, aber auch Insekten.
Die Art lebt gesellig, die Nahrungssuche erfolgt in bewaldeten Gebieten, gebrütet wird in Sümpfen.
Das Nest wird vom Männchen gebaut als großes ovales Nest über dem Wasser an Schilf- oder Grashalmen hängend. Das Gelege besteht aus 2 bis 3 glänzenden, dunkel olivgrünen Eiern.
Die Brutzeit liegt zwischen Oktober und Mai in Kenia und September und Januar sowie April und Mai in Tansania. Die Art ist vermutlich polygyn und brütet in Kolonien.

## Gefährdungssituation
Der Bestand gilt als nicht gefährdet (Least Concern).